# ولفگانگ پاک
ولفگانگ یوهانس پاک (به آلمانی: Wolfgang Johannes Puck) (زادهٔ ۸ ژوئیه ۱۹۴۹ در سنت ویت آن در گلن، اتریش) یک سرآشپز، رستوران‌دار و نویسندهٔ اتریشی-آمریکایی است. او آشپزی را از مادرش، که یک شیرینی‌پز بود، آموخت. پس از آموزش در رستوران‌های معروف فرانسوی مانند ماکسیم در پاریس و هتل دو پاری در موناکو، در ۲۴ سالگی به ایالات متحده مهاجرت کرد. پس از دو سال فعالیت در ایندیاناپولیس، به لس‌آنجلس نقل مکان کرد و به‌عنوان سرآشپز و سهام‌دار در رستوران Ma Maison مشغول به کار شد.

## فعالیت‌های حرفه‌ای
در سال ۱۹۸۲، پاک اولین رستوران خود به نام Spago را در لس‌آنجلس افتتاح کرد که به سرعت به یکی از محبوب‌ترین رستوران‌های شهر تبدیل شد. موفقیت Spago منجر به افتتاح شعبات دیگری در شهرهای مختلف از جمله بورلی هیلز، لاس وگاس و سنگاپور شد.
پاک با ترکیب آشپزی کلاسیک اروپایی و سبک‌های مدرن کالیفرنیایی، نقش مهمی در معرفی آشپزی تلفیقی ایفا کرد. او با استفاده از مواد اولیه تازه و محلی، غذاهایی با طعم‌های منحصر به فرد ارائه می‌دهد.

## سایر فعالیت‌ها
علاوه بر رستوران‌داری، پاک نویسندهٔ چندین کتاب آشپزی است و در برنامه‌های تلویزیونی متعددی حضور داشته است. او همچنین شرکت کترینگ خود را تأسیس کرده و محصولات غذایی با برند خود را به بازار عرضه می‌کند.

## جوایز و افتخارات
پاک در طول دوران حرفه‌ای خود جوایز و افتخارات متعددی کسب کرده است و به‌عنوان یکی از تأثیرگذارترین سرآشپزان جهان شناخته می‌شود.